# 999
| [ Edytuj tabelę ]              |                                                            |
| Książę Polski                  | - 992 Bolesław I Chrobry 1025                              |
| Król Anglii                    | - 978 Ethelred II Bezradny 1016                            |
| Hrabia Aragonii i król Nawarry | - 994 García II 1000                                       |
| Hrabia Barcelony               | - 992 Rajmund Borrell 1017                                 |
| Książę Bawarii                 | - 995 Henryk IV 1005                                       |
| Książę Burgundii               | - 965 Odo-Henryk 1002                                      |
| Cesarz Bizancjum               | - 976 Bazyli II Bułgarobójca 1025                          |
| Car Bułgarii                   | - 976 Samuel Komitopul 1014                                |
| Cesarz Chin                    | - 997 Song Zhenzong 1022                                   |
| Książę Czech                   | - 972 Bolesław II Pobożny 999 - 999 Bolesław III Rudy 1002 |
| Król Danii                     | - 987 Swen Widłobrody 1014                                 |
| Władca Egiptu                  | - 996 Al-Hakim 1021                                        |
| Król Francji                   | - 996 Robert II Pobożny 1031                               |
| Król Gruzji                    | - 961 Dawid III 1001                                       |
| Hrabia Holandii                | - 993 Dirk III 1039                                        |
| Cesarz Japonii                 | - 986 Ichijō 1011                                          |
| Kalif                          | - 991 Al-Qadir 1031                                        |
| Hrabia Kastylii                | - 995 Sancho I Garcia 1017                                 |
| Król Khmerów                   | - 968 Dżajawarman V 1001                                   |
| Wielki książę Kijowa           | - 978 Włodzimierz I Wielki 1015                            |
| Patriarcha Konstantynopola     | - 999 Sergiusz II 1019                                     |
| Władca Korei                   | - 997 Mokjong 1009                                         |
| Król Leónu                     | - 984 Bermudo II 999 - 999 Alfons V 1028                   |
| Król Munsteru                  | - 978 Brian Śmiały 1014                                    |
| Król Norwegii                  | - 994 Olaf I Tryggvason 999 - 999 Swen Widłobrody 1015     |
| Hrabia Palatynatu              | - 994 Ezzon 1034                                           |
| Papież                         | - 996 Grzegorz V 999 - 999 Sylwester II 1003               |
| Hrabia Portugalii              | - 950 Gonçalo Mendes 999 - 999 Mendo II 1008               |
| Cesarz Rzymski (niemiecki)     | - 996 Otton III 1002                                       |
| Książę Saksonii                | - 973 Bernard I 1011                                       |
| Król Szkocji                   | - 997 Kenneth III 1005                                     |
| Król Szwecji                   | - 995 Olaf Skötkonung 1022                                 |
| Doża Wenecji                   | - 991 Pietro II Orseolo 1009                               |
| Książę Węgier                  | - 997 Stefan I Święty 1000                                 |
| Cesarz Wietnamu                | - 980 Lê Hoàn 1005                                         |

Rok 999 / CMXCIX
stulecia: IX wiek ~
X wiek ~
XI wiek

lata: 989 «
994 «
995 «
996 «
997 «
998 «
999
» 1000
» 1001
» 1002
» 1003
» 1004
» 1009

## Wydarzenia w Polsce
- Papież Sylwester II ustanowił biskupstwo w Gnieźnie - pierwszym biskupem został Radzim Gaudenty.
- Kraków wchodził w obręb państwa Piastów.
- Śląsk wchodził w obręb państwa Piastów.
- Kanonizacja biskupa Wojciecha.

## Wydarzenia na świecie
- 2 kwietnia – Sylwester II został 139. papieżem po zmarłym Grzegorzu V.
- Islandia przeszła na chrześcijaństwo.
- Sigmundur Brestisson wprowadził chrześcijaństwo na Wyspach Owczych.
- Kanonizacja biskupa Wojciecha.
- W walkach wewnętrznych w Chorwacji zainterweniowały Bułgaria i Wenecja.
- Doża Wenecji Piotr II Orseolo dzięki poparciu udzielonemu księciu Swetosławowi uzależnił od siebie Dalmację.

## Urodzili się
- Viên Chiếu – wietnamski mistrz thiền ze szkoły vô ngôn thông (zm. 1090)

## Zmarli
- 7 lutego - książę czeski Bolesław II Pobożny (ur. przed 935)
- 18 lutego - papież Grzegorz V
- 16 grudnia - Adelajda Burgundzka, córka króla Burgundii, cesarzowa niemiecka (ur. 931)
- data dzienna nieznana 
  - Bermudo II Ordoñez, król Leónu (ur. ok. 953)